# Оренбургские минералы
«Оренбургские минералы» — российская горно-добывающая компания, специализирующаяся на добыче хризотил-асбеста и выработке хризотилового волокна. Штаб-квартира компании расположена в городе Ясном.
Доля в мировом производстве — 25 %. По итогам 2017 года компания находилась на 172 месте в списке 200 крупнейших экспортёров России. Доля экспорта в выручке в 2017 г. — 74 %, объём — 72,2 $ млн. Потребители — страны СНГ, Восточной Европы и Юго-Восточной Азии.

## Название
Полное наименование — Акционерное общество Киембаевский горно-обогатительный комбинат «Оренбургские минералы». Официальное название на английском языке — Joint Stock Company «Orenburg minerals».
Прежние наименования:
- Киембаевский асбестовый горно-обогатительный комбинат «Оренбургасбест» (до 1997 г.);
- АООТ «Оренбургасбест» (до 2003 г.);
- ОАО Киембаевский горно-обогатительный комбинат «Оренбургские минералы» (до 26 января 2015 г.).

## История

### Хронология событий
- 1935—1952 годы — первые геологосъемочные работы. Открыта залежь «Главная».
- 1952—1954 годы — проведена предварительная разведка обнаруженных залежей бурением.
- 1954—1960 годы — завершена детальная разведка главного участка месторождения на глубину до 400 метров.
- 1959 год — подсчитаны запасы хризотил-асбестовой руды на главном участке.
- 1960 год — институт Ленгипроруда выполнил проектное задание на строительство комбината.
- 1961 год, июнь — Постановлением Совмина РСФСР и Оренбургского совнархоза был образован стройтрест «Асбестстрой» для строительства комбината и рабочего поселка, создана дирекция строящегося комбината. Его первым директором был назначен Муромцев Владимир Павлович. Поставлены первые палатки.
- 1961 год, август — начаты строительные и монтажные работы, которые велись до ноября 1979 года.
- 1962 год — строящийся посёлок получил название Ясный.
- 1963—1964 годы — заложены фундаменты под корпуса обогатительного комплекса.
- 1964 год — начало строительства корпуса IV стадии дробления.
- 1965 год — строительство зданий I, II и III стадии дробления, склада сухой руды. Директором комбината назначен Борис Николаевич Токманцев.
- 1967 год — начата разработка месторождения.
- 1971 год — образован горный участок при КАГОК.
- 1973 год — подписано Соглашение о строительстве комбината странами СЭВ. Принять участие обязались Болгария, ГДР, Венгрия, Польша, Румыния, Чехословакия. Генеральным и двусторонним Соглашениями предусматривалось, что страны-участницы строительства будут получать асбест Киембая в течение 12 лет после пуска предприятия. КАГОК объявлен Всесоюзной ударной комсомольской стройкой[2].
- 1975 год — пуск в эксплуатацию ЭКГ-4,6Б; буровой установки СБШ-250МН. Начало буро-взрывных работ.
- 1977 год — в структуре комбината создано рудоуправление.
- 1977—1978 годы — окончание строительство ДСК, монтаж оборудования. В декабре 1978 г. в цех пришел из карьера первый вагон с рудой.
- 1979 год — подана первая тонна руды в дробильно-сортировочный комплекс обогатительной фабрики.
- 1996 год — добыто 100 млн тонн руды.
- 2002 год — смена собственника и руководства.
- 2002 год — работа над усовершенствованием технологии ведения горных работ и выпуска готовой продукции. Внесены существенные изменения в структуру работы и управления комбинатом.
- 2003 год — ОАО Киембаевский асбестовый горно-обогатительный комбинат «Оренбургасбест» переименован в ОАО Киембаевский горно-обогатительный комбинат «Оренбургские минералы».
- 2003 год — начало работы над проектом строительства цеха по производству полипропиленовых мешков и мягких контейнеров. Через год цех был пущен в работу, в 2006 году вышел на проектную мощность — 1 200 000 шт. в год. В 2017 г. смонтирована новая линия оборудования европейского производства.
- 2004 год — впервые опробована система «Компас», которая первоначально внедрялась в механическом секторе проектно-конструкторского отдела комбината, а чуть позднее и в строительном секторе для проектирования металлоконструкций, систем вентиляции и водоснабжения. В настоящее время в ПКО комбината успешно применяется 22 лицензии системы «Компас».
- 2005 год — развернуто жилищное и социальное строительство. Комбинат строит 40-квартирный дом, начинает масштабную реконструкцию долгостроя городского Дворца культуры. Всего за период с 2005 по 2017 г. строителями комбината введены в строй тысячи квадратных метров жилья. В городе Ясном с использованием современных технологий и строительных материалов собственного производства построены также два малоэтажных жилых микрорайона, 76-квартирный жилой дом с автономным отоплением, реконструирован кинотеатр, проведены и продолжаются масштабные ремонтные работы на различных объектах городского округа.
- 2006 год — организовано швейное производство для обеспечения нужд предприятия в спецодежде.
- 2007—2009 годы — работы по автоматизации участка упаковки продукции.
- 2007 год — для повышения эффективности работы комбината поставлена задача по совершенствованию системы, процессов и инструментария внутрифирменного бюджетирования, которая была успешно решена в сотрудничестве с компанией «Инталев».
- 2008 год — начало реконструкции цеха обогащения обогатительной фабрики с целью снижения себестоимости производства за счет сокращения длины технологической цепи (останова 2-го каскада) в процессе замены дробилок ВМД на технологически более совершенные дробилки ДЦ. В результате проводимых мероприятий высвобождается порядка 287 единиц оборудования.
- 2009 год — введена система контроля и учета расхода электроэнергии (АСКУЭ).
- 2012 г. — организации производства волнистых хризотилцементных листов. Смонтирована технологическая линия, проведено обучение персонала, приобретены приборы для контроля и испытаний. В 2013 году в цехе введён новый участок по резке и покраске шиферных листов, которые ис-пользуют для отделки фасадов здания.
- 2012 г. — начало строительства завода по производству невзрывчатых компонентов эмульсионных взрывчатых веществ. Позднее путем выделения буровзрывного участка горного цеха из состава рудоуправления было создано отдельное предприятие ООО «Промгорсервис», в который вошел и завод НК ЭВВ. Сегодня этот бизнес успешно развивается и расширяет географию присутствия.
- 2012 год — добыто 200 млн тонн руды, достигнута максимальная производительность по основному производству — 568 тыс. тонн хризотила в год.
- 2016 год — добыто 225, 5 млн тонн руды.
- 2015 год, 26 января, переименован в АО Киембаевский горно-обогатительный комбинат «Оренбургские минералы».
- 2017 год — на предприятии создана лаборатория неразрушающего контроля.

Долгие годы АО «Оренбургские минералы» было монопрофильным предприятием, но была произведена диверсификация.

## Собственники и руководство

### Корпоративное управление
Высшим органом управления АО «Оренбургские минералы» является собрание акционеров. Собранию акционеров подчиняется Совет директоров, осуществляющий общее руководство, и генеральный директор.

### Руководство
С момента начала строительства Киембаевского горно-обогатительного комбината его возглавляли:
- Муромцев Владимир Павлович (1961—1964)
- Токманцев Борис Николаевич (1964—1970)
- Горшков Павел Викторович (1970—1975)
- Сиденко Иван Петрович (1975—1976)
- Федотов Евгений Тимофеевич (1976—1993)
- Старостин Анатолий Андреевич (1993—2002)
- Гольм Андрей Альбертович — (2002 — настоящее время)

## Деятельность
Компания ведёт разработку Киембаевского месторождения хризотиловых руд, состоящего из пяти залежей общей площадью по поверхности 2,5 млн кв. м, открытым способом. Месторождение было открыто в 1936 году, запасы хризотила — 24,9 млн тонн со средним содержанием хризотил-асбеста в руде 1,9 %- 4,8 %. Балансовые запасы — 17 % от общероссийских. Расположено на восточном склоне Южного Урала, в 450 км от г. Оренбурга.
Проектная мощность предприятия — 500 тыс. тонн готовой продукции.
Глубина карьера около 225 м, ширина — более 1400 м, длина — более 2600 м.

### Продукция
АО «Оренбургские минералы» работает на базе Киембаевского месторождения хризотилового волокна.
В год перерабатывается порядка 10 млн тонн руды. Помимо основной продукции — хризотила, предприятие выпускает инертные и строительные материалы, дорожные добавки, мягкую тару, спецодежду и многое другое, занимается жилищным строительством.

### Региональные награды АО «Оренбургские минералы» (2004—2017 гг.)
- «Лидер бизнеса Поволжья» (2004 г.)
- «Предприятие высокой социальной активности» 2005 г.)
- Диплом за высокие показатели деловой активности и большой вклад в развитие строительного комплекса Оренбургской области (2008 г.)
- «Лидер экономики» в номинации «Лучший экспортёр» (2008 г.)
- «Лидер экономики» в номинации «Лучшее предприятие» (2008 г.)
- «Лучшее предприятие по работе с молодыми кадрами» (2009 г.)
- Благодарственное письмо за активное участие в социальном партнёрстве (2009 г.)
- Диплом IX Областного конкурса «Лидер экономики» за высокие финансово-экономические показатели и весомый вклад в социально-экономическое развитие Оренбургской области (2009 г.)
- Бронзовый знак «Лидер экономики» (2009 г.)
- Благодарственное письмо губернатора Оренбургской области за достигнутые успехи в социально-экономическом развитии предприятия (2009 г.)
- Звание «Лидер экономики-2010» Оренбургской области
- Золотой знак «Лидер экономики Оренбургской области» (2010 г.)
- «Лучший экспортёр» и «Организация высокой социальной эффективности» (2010 г.)
- 1 место в номинации «За развитие рынка труда», 3 место в номинации "За развитие социального партнёрства (2010 г.)
- Серебряный знак «Лидер экономики Оренбургской области» (2011 г.)
- Лауреат конкурса в номинациях: «Лучший экспортёр», «Организация высокой социальной эффективности» (2011 г.)
- Серебряный знак «Лидер экономики Оренбургской области» (2012 г.)
- Бронзовый знак «Лидер экономики», звание «Лучший экспортёр» (2013 г.)
- Бронзовый знак «Лидер экономики», лауреат в номинации «Лучший экспортёр» (2014 г.)
- Золотой знак «Лидер экономики Оренбургской области» (2015 г.)
- «Лучший экспортёр» Оренбургской области (2015 г.)
- Лауреат премии «Таможенный Олимп 2015 г.» в номинации «Лучший экспортёр» (2015 г.)
- Золотой знак XVI областного конкурса «Лидер экономики Оренбургской области» (2016 г.)